# Ectemna
Ectemna is een geslacht van rechtvleugeligen uit de familie sabelsprinkhanen (Tettigoniidae). De wetenschappelijke naam van dit geslacht is voor het eerst geldig gepubliceerd in 1878 door Brunner von Wattenwyl.

## Soorten
Het geslacht Ectemna omvat de volgende soorten:
- Ectemna carinata Brunner von Wattenwyl, 1878
- Ectemna crenata Saussure & Pictet, 1897
- Ectemna dumicola Saussure & Pictet, 1897
- Ectemna mexicana Saussure & Pictet, 1897